# マル・マル・モリ・モリ!
「マル・マル・モリ・モリ!」は、『薫と友樹、たまにムック。』のシングル。 2011年（平成23年）5月25日にユニバーサルミュージックから発売された。

## 概要
フジテレビ系ドラマ『マルモのおきて』の主題歌。芦田愛菜と鈴木福が役名としてのユニット「薫と友樹、たまにムック。」で歌っている。
作詞・作曲・編曲はミクスチャー・ロックバンド・JINDOUの元メンバーでギタリストの宮下浩司。振り付けは映画『崖の上のポニョ』の他、多数の有名歌手を手がけてきた濱田“Peco”美和子が担当している。この振り付けは「マルモリダンス」「マルモダンス」「マルモリ体操」「マルモ体操」などと名付けられている。
ドラマ終了後に放送問い合わせが殺到し、7月13日にDVD付き限定盤が発売された。

## チャート成績
2011年5月17日付けの日本レコード協会による着うたフルのダウンロード数を集計したRIAJ有料音楽配信チャートで初登場2位、翌週5月24日に1位を獲得した。5月23日付けのビルボード Japan Hot 100で初登場69位、5月30日付けで25位、フィジカルポイントが加わった6月6日付けで4位までジャンプアップ、6月27日に2位。2011年6月6日付けのオリコン週間チャートで3.5万枚を売り上げ、初登場及び最高3位を記録。
オリコンチャート10位以内獲得は、21世紀生まれでは初。平均年齢6歳での同チャート上位10位入りは、キグルミの「たらこ・たらこ・たらこ」（2006年9月18日発売）の10.5歳を4年8ヶ月ぶりに塗り替えるグループ最年少記録となった。6歳以下のオリコンチャート10位以内獲得はメンバーの最年少年齢が4歳のGOタリモ&ミニカレーの「恋の400Mカレー」（2001年12月17日付で4位）以来9年5ヶ月ぶりである。6歳以下のオリコンシングルチャート3位以内は皆川おさむの「黒ネコのタンゴ」（1970年2月2日付で1位）以来41年4ヶ月振りの史上2組目である。
オリコンではその後、2週目も3.4万枚と1週目と同水準の売り上げを記録し、3週目でデイリー首位を獲得、8週目で自己最高記録となるオリコンシングルチャート2位となり週間枚数6.7万枚を記録した。
オリコンシングルランキングでは、10歳未満のアーティストが含まれるシングルとしては藤岡藤巻と大橋のぞみ（当時9）の「崖の上のポニョ」（2007年12月発売）の11週連続（2008年7/28付～10/6付）の記録を上回り、最終的には16週連続（2011年/06/06付～2011年/09/17付）TOP10入りをした。また、10歳未満のアーティストは皆川おさむの「黒ネコのタンゴ」の19週連続（1969年11/10付～1970年03/16付）に次ぐ記録である。
2011年12月26日付のオリコン週間シングルランキングで登場30週目にして売上50万枚を突破した。オリコンシングルランキングの44年の歴史の中で10歳未満の歌手がシングル売上50万枚を突破したのは、1969年11月17日付で皆川おさむが「黒ネコのタンゴ」（同年10月発売）で記録して以来42年1ヶ月ぶり史上2組目（グループでは初）であり、10歳未満の歌手のシングル売上枚数としては斉藤こず恵の「山口さんちのツトム君」（76年6月発売）を上回り、歴代2位に躍り出た。
配信においても2011年度の着うたフルで年間1位となったほか、フル配信（着うたフル+PC配信）での100万DLを小学生ユニットとして初めて達成した。

## NHK・他民放局の歌番組での歌唱
- 2011年7月31日放送分のNHK総合テレビ『MUSIC JAPAN』で芦田・鈴木が本曲を歌唱、これがフジテレビ系列以外のテレビ番組での初披露となった。また、8月14日放送分では大橋のぞみ・加藤清史郎らとともにダンスを披露した。
- 2011年12月31日放送のNHK『第62回NHK紅白歌合戦』に芦田・鈴木が初出場し、本曲を歌唱。本曲は1992年・第43回の『都会の天使たち』（堀内孝雄・桂銀淑）以来となる男女デュエット曲の紅組歌手・白組歌手の合同歌唱となる[17]。この際、2番目も歌唱された（フルコーラス歌唱ではない）。
- 2012年12月25日放送分のTBS系列『火曜曲!』SPで芦田・鈴木が本曲を歌唱。2012年における2人の本曲テレビ歌唱はこの回のみである。
- 2017年10月14日放送分のNHK『うたコン』にて、芦田・鈴木がNHKで前述の紅白歌合戦以来6年ぶりに本曲を歌唱[18]。
- 2018年7月7日放送分の『THE MUSIC DAY 2018』で、芦田・鈴木が7年ぶりの本曲歌唱。キーを半音下げて歌われた[19]。
- 2018年8月26日放送分の『24時間テレビ 「愛は地球を救う」』では芦田と鈴木梨央・寺田心の3人が披露した。

## 特記事項
- 『ドラマチック・サンデー』枠の『マルモのおきて』の後継番組『花ざかりの君たちへ〜イケメン☆パラダイス〜2011』第1話に芦田愛菜・鈴木福・ムックが『マルモのおきて』の役名で友情出演したが、登場シーンに本曲がBGMとして使用された。
- 2011年6月15日にパルちゃんショーで行われたJリーグの清水エスパルス対モンテディオ山形戦では、マルモリダンスを披露した。
- 2011年7月3日、宮城県伊具郡丸森町（まるもりまち）の丸舘中学校にて、保育園児から中学生、役場職員やむすび丸、町民など約1,000人が集まって、マルモリダンスを踊った[20][21]。この模様は翌7月4日にフジテレビ『めざましテレビ』で放送された[20]。なお、丸森町は、福島県に隣接する宮城県最南端にあり、2011年3月11日に発生した東北地方太平洋沖地震（東日本大震災）に伴う福島第一原子力発電所事故によって町内の一部が除染の対象となり[22]、汚染状況重点調査地域に指定された[23][24]。
- 2011年12月26日に放送された『さんまの全日本宴会芸コンテスト』で、『マルモのおきて』に出演していた世良公則がGUILD9（マーティ・フリードマン、寺沢功一、横瀬卓也、神本宗幸）とともに、本曲のロックバージョンを披露した。
- 「マル・マル・モリ・モリ!」という言葉は2011年の新語・流行語大賞の候補にノミネートされたが大賞受賞には至らなかった。週刊文春が読者1000人からのアンケートをもとに選出した2011年の『週刊文春版流行語グランプリ』では「なでしこジャパン」に次いで2位にランクインした[25]。

## 収録曲
（全作詞・作曲・編曲：宮下浩司）
1. マル・マル・モリ・モリ!（フルサイズ） [3:44]
2. マル・マル・モリ・モリ!（テレビサイズ） [1:41]
3. マル・マル・モリ・モリ!〜薫ちゃんと歌おう! （薫パート歌入りバージョン） [3:44]
4. マル・マル・モリ・モリ!〜友樹くんと歌おう! （友樹パート歌入りバージョン） [3:44]
5. マル・マル・モリ・モリ!（フルサイズ）（カラオケ）  [3:44]
6. マル・マル・モリ・モリ!（テレビサイズカラオケ）  [1:41]

## 発売日一覧
| 地域 | 情報          | 規格                  |
| ---- | ------------- | --------------------- |
| 日本 | 2011年4月24日 | 携帯端末向け着信音    |
| 日本 | 2011年5月25日 | 着うたフル            |
| 日本 | 2011年5月25日 | CD                    |
| 日本 | 2011年7月13日 | CD（DVD付初回限定盤） |

## 2014年バージョン
2014年になると、ドラマの復活特番（マルモのおきてスペシャル 2014）に合わせ、「マル・マル・モリ・モリ！」の歌詞と振り付けの一部をリニューアルした「マル・マル・モリ・モリ! 2014」が9月24日に新たなシングル（2014年版のマルモリ）として発売された。

## カバー
- スマイルキッズ（キングレコード版カバー音源。2011年7月27日発売『GO! GO! おでかけヒットソング BEST50〜えがおでいこう☆マル・マル・モリ・モリ!〜』収録）
- 田中弥音、いずもりこうき、ヤング・フレッシュ（日本コロムビア版カバー音源。2011年11月23日発売『こどものうた だいすきっズそんぐ 〜マル・マル・モリ・モリ!〜』収録）
- コロムビア・オーケストラ（日本コロムビア版カバー音源。2011年9月28日、配信限定シングルとして発売。曲名は『マル・マル・モリ・モリ! 〜MARCH ver.〜』）
- 並木のり子、のんたん（ケイエスクリエイト版カバー音源。2011年12月12日発売『だいすき! こどものうたベスト』（KCF-233）収録）
- クレモンティーヌ（『バラエンティーヌ』収録）
- ミゲル（『しあわせソングス★はじめまして、ミゲルです』収録）
- スライ&ロビー（『J STANDARD REGGAE+』収録）
- BUNNY THE PARTY（『メロコア女子流』収録）
- コバソロ（2014年10月3日公開、YouTubeチャンネルにて）[30]
- スーパー☆キラキラ（『キラキラ☆J&Kセレクション!Vol.6 マル・マル・モリ・モリ!』収録）
- 沼倉愛美、原由実、浅倉杏美（2012年2月29日発売『THE IDOLM@STER STATION!!! Nouvelle Vague』収録）
- 原紗友里、青木瑠璃子、黒沢ともよ（2016年4月27日発売『CINDERELLA PARTY! でれぱれ〜どがやってきた！ 〜イケてる彼女と楽しい公録〜』収録。歌詞は2014年版）
- 花耶、鈴木杏奈（クマーバチャンネル、2021年8月25日公開）
- オメでたい頭でなにより（2022年4月2日公開）[31]